# Електронеурографија
Електронеурографија (ENG) је метода мерења акционих потенцијала којом се посматра правилност проводности периферних нерава. То је инвазивна електрофизиолошка дијагностичка метода којом се испитује одговор мишића и живаца на електричну стимулацију и одређује брзине електричне проводљивости живаца, употребом површинских електрода (у виду плоче) или ређе електрода (у облику игала које се убадају у испитивано подручје) за регистрацију електричне активности (акционог потенцијала).
Електрична стимулација нерва обично се доживљава као непријатни тако болни осећај од стране испитаника. Осетљивост је индивидуална и сасвим другачија код различитих испатаника.

## Историја
Почетак истраживања на тему електричне активности мишића започео је 1868. године Ерб, који је изазвао електричне реакције потпуно денервисаног мишића.  Ови резултати у том моменту нису били значајни за клиничку праксу.
Адриан и Бронк 1929. године увели су у примену концентричну иглену електроду, која је омогућила технику истраживања функције појединих моторних јединица и њиховог броја при вољним контракцијама мишића.
Године 1938. Denny-Brown и Pennybacker објавили су студију Fibrillation and fasciculation in voluntary muscle (Brain, Oxford, 1938) у којој су приказали спонтану активности делимично или потпуно денервисаног мишића.
Buchthal i Clemmesen. 1941. започели су са применом нове технике за испитивање неурогене мускуларне атрофије и лезије периферних нерава, и тиме започели ново поглавље у примени електрофизиолошким методама - клиничке електромиографије.
Године 1947. Кугелберг је увео нову методу којом се могу распознати морфолошке разлике у акционим потенцијалима моторних јединица код мишићних поремећаја. Од тог времена, електромиографија постаје метода за разликовање неурогене од миогене болести.
Године 1956. Симпсон је увео нову методу мерења моторне брзине провођења периферних нерава код неуропатије, коју је потом 1958. године Gilliat Sears применио на сензорне нерве.
Званичним почетком клиничке електромиографије сматра се рад Buchthal-a и Clemmensen-a. Међутим, на даљи све интензивни развој ове дисциплине настао је пред крај 20. и почетком 21. века захваљујући напредовању рачунарске технике и метода обраде података.
Електронеурографију (ENG) као неурофизиолошку методу први су описали и применили Еслен и Фиш (енгл. Esslen and Fisch) 1979, за испитивање интегритета и проводљивости периферних живца.

## Основни појмови из електро-мио-неуро-графије
Електромиографије (ЕМГ)
ЕМГ је електрофизиолошка метода регистровања акционих потенцијала мишићних влакана.
Електронеурографија (ЕНГ)
ЕНГ је техника стимулације сензитивних нервних влакана ради испитивања њихове проводљивости и регистровања евоцираних потенцијала (ЕП) дуж нерва.
Стимулациона (моторна) ЕМГ техника
Мада се ЕНГ и ЕМГ могу примењивати појединачно (независно), у клиничкој пракси најчећже се користи комбинација ЕМГ и ЕНГ методе, тзв. стимулациони (моторна) ЕМГ техника којом се региструју акциони потенцијали мишићних влакана изазвани стимулацијом одговарајућих моторних нервних влакана.

## Основни принципи
Специјална активност нервних ћелија је провођење нервних импулса, који су носиоци информације, а који се достављају од елемента до елемента рецепторне-ефекторног система. Простирање нервних импулса праћено је низом сложених геофизичких, биохемијских и биоелектричних промена. Биоелектричне промене се јавјају у виду простирућег електричног феномена који се може регистровати и мерити.
Основна електрофизиолошка карактеристика нервних и мишићних ћелија је ексцитабилност, тј. могућност стварања акционих потенцијала (АП), као биоелектричног израза нервног импулса или простирућег феномена који се јавља на мембрани нервне или мишићне ћелије као одговор на примену ефикасног стимулуса (у експерименталним или клиничким условима) или као одговор на одговарајућу активност пресинаптичког неурона (у организму).
Физиолошка дисциплина која се бави изучавањем биоелектричних феномена, уопште, назива се електрофизиологија. У оквиру електрофизиологије, као једна од електрофизиолошка дијагностичка метода примењује се и електронеурографија. Овом методом мере се акциони потенцијали на разним локацијама дуж нервног пута (усходног или силазног), а применом геометрије врши се мерење времена између наступања акционих потенцијала, и тиме одређују брзине спровођења, кроз испитивани нерв.
ЕНГ омогућава мерење брзине кретања импулса кроз периферне нерве, моторне и сензитивне (нпр улнарни, радијални, медиајанус, перонеус и др). Ово мерење, уз регистровање потенцијала мишића, даје велике могућности за дијагностиковање места и степена оштећења периферних нерава.
Нормално доња граница брзине сповођења кроз нервна стабла руку износи 50 msec, а ногу 40 msec. Тако нпр. успорена брзина спровођења стимулуса кроз медијални живац, указује на оштећење стабла овог живца у његовом току (нпр код полинеуропатије).
Приближно нормална брзина спровођења уз знаке денервације одговарајућих мишића указује на оштећење самих тела моторних неурона у предњим роговима кичмене мождине или моторних коренова (нпр, амиотрофична латерална склероза, полиомијелитис, полирадикулонеуритис). Док успорење импулса у пределу зглоба ручја указује на синдром карпалног тунела, итд.
Код полинеуропатије у којој је пртежно оштећен, мијелински омотач, у начелу, јавља се успорење импулса, док је брзина спровођења код аксонских полинеуропатија, код којих примарно пропадају аксони, дуго времена очувана, све док има очуваних аксона.

## Индикације
Након открића, ова метода се најчешћих примењује за испитивање функција периферних нерава у ногама и нешто ређе рукама, заједно са електромиографијом.
Једна од најчешћих примена, као независна метода, електронеурографија је нашла у испитивању фацијалног (живца лица), код једностране парализе лица (Белова парализа).
Остале индикације за примену ЕНГ су:
- Хроничне болести, метаболичка обољења (дијабетесна полинеуропатија).[10][11]
- Наследне болести (урођене аномалије коштано-зглобог система).
- Компресије нерава (дискус херније).
- Повреде кичме и удова и друге повреде са оштећењем мишића и периферних нерава.
- Неке реуматолошке болести типа запаљења мишића (миозитиса).
- Постоператовна стања или стања после обољења кичме и мозга.
- Сфинктеријелне слабости услед болести (спина бифида).
- Диференцирање врсте невољних покрета (нпр неуротичног од екстрапирамидног тремора у Паркинсонове болести).
- Дијагностиковање хистеричних симптома (слабости, анестезије).
- Дијагностика симулације.

У дечјем узрасту, због касније матурације (сазревања) централног нервног система (мозга), ЕМГ преглед је индикован и код неких поремећаја тонуса, успореног моторног развоја, нејасних слабости руку и ногу, разних повреда и урођених аномалија.

## Начин извођења
Стимулација се врши кратким електричним надражајем, струјом максималног интензитета до 100 mA, (што понекад код осетљивих болесника може бити непријатно), у једној тачки испод коже а иостовремено се врши снимање потенцијала на другом месту, које је на праавцу кретања нерва који се испитује. Одговор нерва на стимулацију визуелнио се приказује на екрану катодних цеви апарата за (ENG) или на монитору рачунара. У принципу ова метода се примењује заједно са електромиографијом.